# Дякую, тітонько
«Дякую, тітонько» («Grazie zia») — італійський художній фільм-драма 1968 року, з Лу Кастелєм та Лізою Гастоні у головних ролях, знятий режисером Сальваторе Сампері на кіностудії «Doria G. Film».

## Сюжет
Герой картини, син багатого фінансиста, прикидається страждаючим паралічем ніг. Його молода тітонька піклується про нього. За задумом автора, симуляція героя — це вираз його різкого неприйняття навколишньої буржуазної дійсності. Протест полягає в тому, що юнак всіляко шантажує і провокує свою молоду родичку, доводячи її до напівбожевілля і, нарешті, змушуючи під час вигаданої ним гри впорснути йому отруту, якою перед цим був отруєний собака.

## У ролях
- Лу Кастель — Альвізе
- Ліза Гастоні — тітка Леа
- Габріеле Ферцетті — Стефано
- Луїза Де Сантіс — Ніколетта, співачка
- Массімо Сарк'єллі — Массімо
- Ніколетта Ріцці — секретарка
- Аніта Дреїєр — Барбара

## Знімальна група
- Режисер — Сальваторе Сампері
- Сценаристи — Сальваторе Сампері, Серджо Бацціні, П'єр Луїджі Мурджа
- Оператор — Альдо Скаварда
- Композитор — Енніо Морріконе